# Prykarpattia-DJuSSz-3 Iwano-Frankiwsk
ŻFK Prykarpattia-DJuSSz-3 Iwano-Frankiwsk (ukr. ЖФК «Прикарпаття-ДЮСШ №3» Івано-Франківськ) – ukraiński klub piłki nożnej kobiet, mający siedzibę w mieście Iwano-Frankiwsk na zachodzie kraju. Od sezonu 2014 występuje w rozgrywkach ukraińskiej Pierwszej ligi.

## Historia
Chronologia nazw:
- 2014: Oswita-DJuSSz-3 Iwano-Frankiwsk (ukr. ЖФК «Освіта-ДЮСШ №3» Івано-Франківськ)
- 2017: klub rozwiązano
- 2018: Stanisławczanka-DJuSSz-3 Iwano-Frankiwsk (ukr. ЖФК «Станіславчанка-ДЮСШ №3» Івано-Франківськ)
- 2019: Prykarpattia-DJuSSz-3 Iwano-Frankiwsk (ukr. ЖФК «Прикарпаття-ДЮСШ №3» Івано-Франківськ)

Klub piłkarski ŻFK Oswita-DJuSSz-3 Iwano-Frankiwsk został założony w Iwano-Frankiwsku w 2014 roku. W sezonie 2014 klub zgłosił się do rozgrywek Pierwszej ligi, zdobywając brązowe medale. W następnym sezonie 2015 zespół został wicemistrzem ligi, jednak przez brak finansowania zrezygnowała z awansu do Wyższej ligi. W 2016 zajął czwartą pozycję. Sezon 2017 w związku z przejściem na system jesień-wiosna został skrócony. W grupie z trzech drużyn zajął ostatnie miejsce, ale następnie klub zrezygnował z dalszych rozgrywek w sezonie 2017/18 i został rozwiązany.
26 stycznia 2018 klub został reaktywowany na bazie DJuSSz-3 jako Stanisławczanka-DJuSSz-3 Iwano-Frankiwsk. W sezonie 2018/19 drużyna znów startowała w rozgrywkach Pierwszej ligi, zajmując trzecie miejsce w grupie A.
1 sierpnia 2019 klub podpisał umowę o współpracę z Prykarpattia Iwano-Frankiwsk (2016), w związku z czym nazwa klubu została zmieniona na Prykarpattia-DJuSSz-3 Iwano-Frankiwsk. W sezonie 2019/20 w rundzie jesiennej zespół zajął piąte miejsce w grupie A Pierwszej ligi, ale w związku z COVID-19 runda wiosenna nie została rozegrana.

## Barwy klubowe, strój, herb, hymn
|  |  |

Klub ma barwy zielono-żółte. Piłkarki domowe spotkania zazwyczaj grają w czerwono-zielonych (podzielonych na pół pionowo) koszulkach, czarnych spodenkach oraz czerwonych getrach.

## Sukcesy

### Trofea międzynarodowe
Nie uczestniczył w rozgrywkach europejskich (stan na 31-05-2018).

### Trofea krajowe
| \| \| Zdobyte trofea w rozgrywkach Ukrainy (stan na: 31-05-2021) \| |                                                            |      |          |
| Rozgrywki                                                           | Osiągnięcie                                                | Razy | Sezon(y) |
| Mistrzostwo                                                         | I miejsce                                                  | 0    |          |
| Mistrzostwo                                                         | II miejsce                                                 | 0    |          |
| Mistrzostwo                                                         | III miejsce                                                | 0    |          |
| Puchar                                                              | zdobywca                                                   | 0    |          |
| Puchar                                                              | finalista                                                  | 0    |          |
| Puchar                                                              | ćwierćfinalista                                            | 1    | 2016     |
| II liga                                                             | I miejsce                                                  | 0    |          |
| II liga                                                             | II miejsce                                                 | 1    | 2015     |
| II liga                                                             | III miejsce                                                | 1    | 2014     |
| Ukraina                                                             | Zdobyte trofea w rozgrywkach Ukrainy (stan na: 31-05-2021) |      |          |

## Poszczególne sezony

### Rozgrywki międzynarodowe

#### Europejskie puchary
Nie uczestniczył w rozgrywkach europejskich (stan na 31-05-2021).

### Rozgrywki krajowe
| \| Ukraina \| Bilans występów klubu w rozgrywkach piłkarskich Ukrainy (Stan na 31 maja 2021 r.) \| \| |                                                                                   |        |       |   |   |   |    |    |     |                       |        |        |        |
| Poziom                                                                                                | Rozgrywki                                                                         | Sezony | Mecze | Z | R | P | B+ | B– | Pkt | Lata                  | Awanse | Spadki | Naj.   |
| I | Wyszcza liha                                                                      | 0      |       |   |   |   |    |    |     |                       | 0      | 0      | ?      |
| II | Persza liha                                                                       | 7      |       |   |   |   |    |    |     | 2014–2017, od 2018/19 | 1      | 0      | 2      |
| | Puchar Ukrainy                                                                    | 2      |       |   |   |   |    |    |     | od 2016               | 0      | 0      | 1/4 f. |
| Ukraina                                                                                               | Bilans występów klubu w rozgrywkach piłkarskich Ukrainy (Stan na 31 maja 2021 r.) |        |       |   |   |   |    |    |     |                       |        |        |        |

## Piłkarki, trenerzy, prezydenci i właściciele klubu

### Piłkarze

#### Obecny skład
Stan na 20.05.2021
| Nr | Poz. | Piłkarz                 |
| -- | ---- | ----------------------- |
|    | BR   | Anna Tymus              |
|    | BR   | Anastasija Wasyłyszyn   |
|    | BR   | Chrystyna Masniuk       |
|    | OB   | Olha Charaszczuk        |
|    | OB   | Solomija Hoszij         |
|    | OB   | Wiktorija Didijczuk     |
|    | OB   | Marjana Demczuk         |
|    | OB   | Chrystyna Pasicznyk     |
|    | OB   | Anna-Wiktorija Krasnowa |
|    | OB   | Wiktorija Jeryhina      |
|    | OB   | Natalija Ukrajineć      |
|    | OB   | Karolina Nahorniak      |
|    | OB   | Iwanna Newar            |
|    | OB   | Anastasija Syniak       |
|    | OB   | Wiktorija Tkacz         |

| Nr | Poz. | Piłkarz               |
| -- | ---- | --------------------- |
|    | PO   | Tetiana Pyłypenko     |
|    | PO   | Natalija Łukawśka     |
|    | PO   | Natalija Radobenko    |
|    | PO   | Weronika Kuźmyn       |
|    | PO   | Chrystyna Botiuk      |
|    | PO   | Chrystyna Bakaj       |
|    | PO   | Diana Krawczuk        |
|    | PO   | Diana Wawryn          |
|    | PO   | Bohdana Mynio         |
|    | PO   | Diana Mynio           |
|    | PO   | Alina Ostryżniuk      |
|    | NA   | Jana-Marija Tychanśka |
|    | NA   | Marija Kozaczenko     |
|    | NA   | Sniżana Prysiażniuk   |
|    | NA   | Snitłana Krehuł       |

### Trenerzy
| Lp. | Imię i nazwisko | Okres urzędowania | Okres urzędowania |
| --- | --------------- | ----------------- | ----------------- |
| 1.  | Iwan Olijnyk    | 2014              | obecnie           |

## Struktura klubu

### Stadion
Klub rozgrywa swoje mecze domowe na głównym miejskim stadionie Ruch w Iwano-Frankiwsku, który może pomieścić 16 000 widzów. Do 2019 grał na stadionie Metalist w Iwano-Frankiwsku.

### Sponsorzy
| Lata    | Sponsor |
| ------- | ------- |
| od 2019 | AdamsON |

| Lata    | Sponsor |
| ------- | ------- |
| od 2019 | Joma    |

## Kibice i rywalizacja z innymi klubami

### Derby
- Bukowyńska Nadija Wełykyj Kuczuriw
- Karpaty Lwów
- Lwiw-Jantaroczka
- Lwiwianka Lwów
- Ładomyr Włodzimierz Wołyński
- Ternopolanka Tarnopol